# Neobrachypterus insularis
Neobrachypterus insularis är en skalbaggsart som först beskrevs av Antoine Henri Grouvelle 1898.  Neobrachypterus insularis ingår i släktet Neobrachypterus och familjen kullerglansbaggar. Inga underarter finns listade i Catalogue of Life.